# Emblème des Maldives

L'emblème des Maldives est composé d'un cocotier, d'un croissant (croissant de lune), d'une étoile et de deux drapeau nationaux avec la dénomination officielle du pays en arabe : “الدولة المحلديبية” (Ad-Dawlat Al-Mahaldheebiyya) (État des Maldives).